# Alexandre Deulofeu

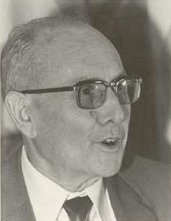
Alexandre Deulofeu Torres

Alexandre Deulofeu Torres (L'Armentera, 20 settembre 1903 – Figueres, 27 dicembre 1978) è stato un politico e filosofo spagnolo. Formulò una teoria ciclica, sull'evoluzione delle civiltà, da lui chiamata "Matematica della Storia".

## Biografia
Nacque a L'Armentera, provincia di Girona, Catalogna (Spagna) dove suo padre era farmacista. All'età di tre anni la famiglia si trasferì a Sant Pere Pescador, e nove anni più tardi a Figueres. Seguì le scuole medie e superiori all'Istituto Ramón Muntaner, a Barcellona si laureò in Farmacia, e a Madrid studiò Chimica che poi completò a Barcellona. Ritornato a Figueres vinse un concorso e divenne professore nell'istituto della città. Qui iniziò un periodo di intensa attività politica, prima come dirigente della Juventud Nacionalista Republicana (Gioventù Nazionalista Repubblicana) dell'Empordà, e poi come consigliere comunale per ERC. Durante la Guerra Civile fu sindaco provvisorio di Figueres, dove evitò scontri, saccheggi e persecuzioni. Nel fronte fu assegnato alla sezione di sanità. Andò in esilio in Francia il 5 febbraio 1939 quando l'esercito repubblicano si ritirò. Nell'esilio fece diversi mestieri: maestro di diverse materie; violinista e sassofonista in diversi gruppi di musica per divertimento e classici; agricoltore sperimentale creatore di colture senza terra con soluzioni liquide che aveva inventato; operaio in fabbrica, muratore, scrittore, poeta, ecc. Fece amicizia con Francesc Pujols e con Salvador Dalí. Ritornò dall'esilio il 22 gennaio 1947, e riprese il suo lavoro come farmacista, continuò con le sue ricerche e a scrivere. Morì a Figueres il 27 dicembre 1978, lasciando inconclusa la versione completa della sua opera principale, intitolata "La Matematica della Storia".

## Pensiero
Egli affermò che le civiltà e gli imperi hanno dei cicli equivalenti ai cicli naturali degli esseri viventi. Ogni civiltà può avere un mínimo di tre cicli di 1700 anni ognuno. Compresi dentro le civiltà gli imperi hanno una durata media di 550 anni. Egli affermò che per mezzo della conoscenza dell'indole dei cicli si possono evitare le guerre, che egli considera innecessarie, per mezzo di processi pacifici anziché violenti. Affermò inoltre che l'umanità potrà, conoscendoli, alterare i suoi cicli, e che questa deve tendere a organizzarsi in una Confederazione Universale di popoli liberi.
L'enunciazione della legge matematica che, secondo lui, determina l'evoluzione delle popolazioni è riassunta nei punti seguenti (Capitolo III di La Matematica della Storia in catalano, edizione 1967):
1. Tutti i popoli hanno epoche di grande frazionamento demografico, alternate ad altre epoche di grande unificazione, o epoche imperialiste.
2. Le epoche di grande frazionamento hanno una durata di sei secoli e mezzo. Le epoche di grande unificazione hanno una durata di dieci secoli e mezzo. Il ciclo evolutivo comprende quindi diciassette secoli.
3. Durante questo processo evolutivo i popoli percorrono delle fasi perfettamente definite per raggiungere, alla fine del ciclo, la stessa posizione che avevano al principio.
4. Il ciclo evolutivo abbraccia tutti gli ordini dell'attività umana: si deve cioè considerare, oltre a un ciclo politico, un ciclo sociale, artistico, filosofico, scientifico,...
5. Tutti i popoli seguono lo stesso schema, ma questo si accelera o ritarda secondo la posizione geografica di ogni paese.
6. La forza creatrice non è la stessa per tutti i popoli. Per ogni ciclo esiste una zona di massima intensità creatrice, e questa zona si sposta da un ciclo all'altro nello stesso senso del processo generale. In Europa questo avanza dall'Oriente verso l'Occidente mediterraneo, passa poi dalla Penisola iberica alla Gallia, segue nell'Arcipelago britannico, continua con i popoli germanici e arriva finalmente ai popoli nordici e slavi.
7. I nuclei imperialisti che danno luogo alle epoche di grande unificazione politica seguono processi biologici perfetti, identici fra di loro e con una longevità fra i cinque e i sei secoli.
8. La trasformazione dei regimi politico-sociali non ha luogo secondo una línea costante ascendente o discendente, ma piuttosto per mezzo di un avanzare e retrocedere alternativamente più intensi o meno intensi, il che dà come risultato una linea irregolare. Il risultato di questa linea equivale a un avanzamento in un senso dato: è quello che si chiama la "Legge di due passi avanti ed uno indietro".

Il suo pensiero è collegato alle idee di Oswald Spengler e di Arnold J. Toynbee. Anche loro presentarono delle teorie sul carattere ciclico delle civiltà, ma senza raggiungere una misura matematica così precisa come proposta da Deulofeu, che ricorda quella di Giuseppe Ferrari (Teoria dei periodi politici, 1874 e L'aritmetica nella storia, 1875).
Durante il suo esilio, e anche dopo, Deulofeu visitò diversi musei, templi e monumenti di diversi paesi dove, fra altre conclusioni, dedusse che aveva trovato l'origine dell'arte romanica durante il secolo IX nella zona fra l'Empordà e il Rosselló, che era l'origine di quello che lui chiama il secondo ciclo della civiltà europea occidentale, dopo il primo ciclo.

## Pubblicazioni
- Catalunya i l'Europa futura (La Catalogna e l'Europa futura), Barcellona, Llibreria Catalònia, 1934 (prologo di Antoni Rovira i Virgili, edizione facsimile, 1978).
- Catalunya 1932-1934 (Catalogna 1932-1934), Barcellona, Llibreria Catalònia, 1935.
- Química estructural, primera part (Chimica strutturale, parte prima), Figueres, Edicions de l'Escola del Treball, 1937.
- L'Evolució social (L'evoluzione sociale), Figueres, Edicions de l'Escola del Treball, 1937 (c'è un secondo volume inedito).
- Alejandro Deulofeu. La energía atómica al servicio de la química; La energía atómica y la energía iónica, (L'energia atomica al servizio della chimica; L'energia atomica e l'energia ionica), edizioni in ciclostile per Breviata Médica (servizio d'informazione medica dei laboratori Leti e Uquita), Barcellona, 1949.
- Alejandro Deulofeu. La Matemática de la Historia, (La Matematica della Storia), Barcellona, Aymà Edicions, 1951.
- Alejandro Deulofeu. La energía atómica al servicio de la química, (L'energia atomica al servizio della chimica), Barcellona, Editorial Emporitana, 1952.
- Alejandro Deulofeu. Europa al desnudo (Europa allo scoperto), Barcellona, Editorial Emporitana, 1954.
- Alejandro Deulofeu. Nacimiento, grandeza y muerte de las civilizaciones (Nascita, grandezza e morte delle civiltà), Barcellona, Casa del Llibre, 1956 (volume I in spagnolo di La matematica della Storia).
- La matemàtica de la història en la cultura occidental (La matematica della storia nella cultura occidentale), "Els Autors de l'Ocell de Paper" ("Gli Autori dell'Uccello di Carta"), Barcellona, Editex, 1957.
- Alejandro Deulofeu. Los grandes errores de la Historia. Del servilismo a la Democracia (I grandi errori della Storia. Del Servilismo alla Democrazia), Barcellona, Aymà Ediciones, 1958 (volume II in spagnolo di La Matematica della Storia).
- Alejandro Deulofeu. L'Empordà, bressol de l'Art Romànic (L'Empordà, culla dell'arte romanica), Barcellona, Gràfiques Diamant, 1962.
- Alejandro Deulofeu. El Ampurdán, cuna del Arte Románico (L'Empordà, culla dell'arte romanica), Barcellona, Gràfiques Diamant, 1962.
- Alejandro Deulofeu. Catalunya, origen de la pintura medieval (Catalogna, origine della pittura medievale), Barcellona, Ed. Selecta, 1963.
- Alejandro Deulofeu. Cataluña, origen de la pintura medieval (Catalogna, origine della pittura medievale), Ed. Selecta, 1963.
- La Matemàtica de la Història (La Matematica della Storia), Figueres, Editorial Emporitana, 1967.
- Prologo nel libro di Carles Fages de Climent: Vilasacra, capital del món (Vilasacra, capitale del mondo), Figueres, Ed. Pérgamo, 1ª edizione 1967, 2ª edizione 1977, 3ª edizione 1993.
- L'Empordà-Rosselló, bressol de l'escultura romànica (L'Empordà-Rosselló, culla della scultura romanica), Figueres, Editorial Emporitana, 1968 (foto di Joaquim Fort de Ribot).
- Les cultures europees. De la primera onada històrica de gran fragmentació demogràfica (Le culture europee. La prima ondata storica a grande frammentazione demografica), Figueres, Editorial Emporitana, 1969 (volume III in catalano di La Matematica della Storia).
- La pau al món per la Matemàtica de la Història (La pace nel mondo per la Matematica della Storia), Barcellona, Ed. Pòrtic, 1970.
- Naixença, grandesa i mort de les civlitzacions (Nascita, grandezza e morte delle civiltà), Figueres, Editorial Emporitana, 1970 (volume I in catalano di La Matematica della Storia).
- El monestir de Sant Pere de Roda. Importància, història i art (Il monastero di Sant Pere de Roda. Importanza, storia e arte), Figueres, Editorial Emporitana, 1970.
- Els grans errors de la Història (I grandi errori della Storia), Figueres, Editorial Emporitana, 1971 (volume II in catalano di La Matematica della Storia).
- Lluita d'imperis, primera part (persa, macedoni, cartaginès, romà, bizantí) (Lotta d'imperi, parte prima (persiano, macedone, cartaginese, romano, bizantino)), Figueres, Editorial Emporitana, 1972 (volume IV in catalano di La Matematica della Storia).
- L'Empordà, bressol de l'art romànic (L'Empordà, culla dell'arte romanica), Figueres, Editorial Emporitana, 1972.
- Alejandro Deulofeu. La paz mundial por la matemática de la Historia (La pace mondiale per la matematica della Storia), Barcellona, Ed. Pòrtic Hispànic, 1973.
- Lluita d'imperis, segona part (teutònic, anglosaxó, polonès, danès, noruec, víking, lituà, suec, moscovita) (Lotta d'imperi, parte II (teutonico, anglosassone, polacco, danese, norvegese, vichingo, lituano, svedese, moscovita)), Figueres, Editorial Emporitana, 1973 (volume V in catalano di La Matematica della Storia).
- El segon cicle europeu. El procés polític i social (Il secondo ciclo europeo. Il processo politico e sociale), Figueres, Editorial Emporitana, 1974 (volume VI in catalano di La Matematica della Storia).
- Memòries de la revolució, de la guerra i de l'exili (Memorie della rivoluzione, della guerra e dell'esilio), Figueres, Editorial Emporitana, 1975, due volumi.
- Parole preliminari nel libro di Sebastià Delclòs, Guia del romànic de l'Alt Empordà (Guida del romanico dell'Alt Empordà), Figueres, Centre Escursionista Empordanès, 1975.
- Catalunya, mare de la cultura europea (La Catalogna, madre della cultura europea), Figueres, Editorial Emporitana, 1977 (volume VII in catalano di La Matematica della Storia).
- La segona onada imperial a Europa (La seconda ondata imperiale in Europa), Figueres, Editorial Emporitana, 1977 (volume VIII in catalano di La Matematica della Storia).
- Alejandro Deulofeu. Nacimiento, grandeza y muerte de las civilizaciones (Nascita, grandezza e morte delle civiltà), Buenos Aires, Ed. Plus Ultra, 1978 (versione speciale per l'America meridionale, con prologo di Abelardo F. Gabancho).
- Les cultures irano-sumèria-caldea, hitita i egipcia (Le culture iranico-sumero-caldea, ittita ed egiziana). Figueres, realizzazione: Amics de l'Albera i Cap de Creus, Centre Escursionista Empordanès, edizione postuma 2005 (volume IX in catalano di La Matematica della Storia).
- Història de l'art universal (Storia dell'arte universale). Figueres, realizzazione: Amics de l'Albera i Cap de Creus, Centre Escursionista Empordanès, edizione postuma, ottobre 2008.
- Articles i altres escrits. Els darrers mots (Articoli e altri scritti. Ultime parole). Figueres, realizzazione: Amics de l'Albera i Cap de Creus, Centre Escursionista Empordanès, progettazione e monitoraggio: Juli Gutiérrez Deulofeu, edizione postuma, giugno 2012.